# Отто Надольський
Отто Надольський (пол. Otto Nadolski; 18 листопада 1880 — 4 грудня 1941, Львів) — інженер-гідротехнік, ректор Львівської політехніки у 1926—1927, 1933—1936 роках, президент Львова (1928—1930).

## Біографія
Народився на Самбірщині. Закінчив Львівську гімназію та інженерний відділ Львівської політехніки (1904—1909).
Інспектор водно-каналізаційного відомства Львівського намісництва у Львові. Водночас (1909—1914) конструктор кафедри водного будівництва.
У 1922—1923 роках декан комунікаційного відділу, ректор Львівської політехніки. Як урядовий комісар Львова сприяв створенню т. зв. Великого Львова та розбудові водогону й каналізації.
Проектував водні запори на р. Попраді та Дунайцю, опрацював план розбудови санаторію у Криниці (1920).
Член наукових і громадських товариств.
Помер у Львові 1941 року.

## Відзнаки
- Командорський хрест Ордена Відродження Польщі (11 листопада 1937, «за заслуги на полі наукової праці»)[2][3]
- Золотий Хрест Заслуги (1 вересня 1930, «за заслуги в організації і розвитку Східних торгів у Львові»)[4]